# Chief of the Suquamish – Chief Seattle

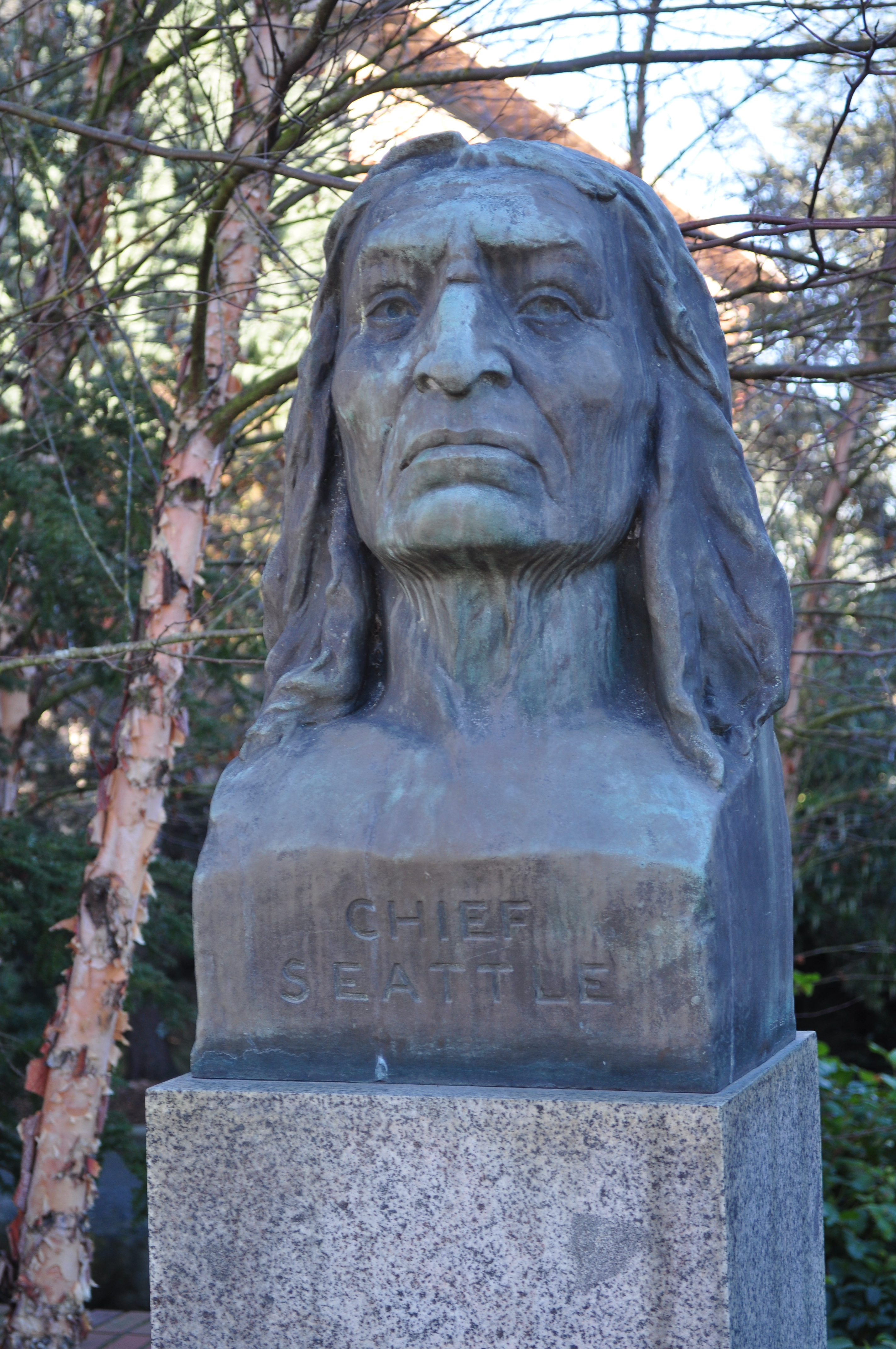
A Seattle-i Egyetemen található változat

A Chief of the Suquamish – Chief Seattle (más néven Bust of Chief Seattle és Chief Seattle Fountain) James A. Wehn Seattle törzsfőnököt ábrázoló szobra, amelyet Seattle városa rendelt az Alaska–Yukon–Pacific világkiállítás alkalmából. Az alkotás másik változata a Seattle-i Egyetem campusán található meg.
A műtárgyat a Smithsonian Intézet 1994-es „Save Outdor Sculpture!” kampányában helyreállítandónak ítélték.

## Fordítás
- Ez a szócikk részben vagy egészben  a   Chief of the Suquamish – Chief Seattle című angol Wikipédia-szócikk ezen változatának fordításán alapul.  Az eredeti cikk szerkesztőit annak laptörténete sorolja fel. Ez a jelzés csupán a megfogalmazás eredetét és a szerzői jogokat jelzi, nem szolgál a cikkben szereplő információk forrásmegjelöléseként.